# Roger Wilson
Roger B. Wilson (ur. 10 października 1948 w Boone County, Missouri) – amerykański polityk, działacz Partii Demokratycznej, gubernator stanu Missouri.
Pracował jako nauczyciel i dyrektor szkoły w Columbia (Missouri). Przez ponad 20 lat zasiadał w Senacie stanowym. W 1993 objął stanowisko zastępcy gubernatora Missouri; gubernatorem był w tym czasie demokrata Mel Carnahan. W październiku 2000, kilka miesięcy przed upływem kadencji gubernatorskiej, Carnahan zginął w wypadku lotniczym w czasie kampanii wyborczej do Senatu. Wilson został - do zakończenia kadencji Carnahana w styczniu 2001 - tymczasowym gubernatorem. Podjął w tym czasie decyzję o powołaniu wdowy po swoim poprzedniku, Jean Carnahan, na senatora - przepisy wyborcze w Missouri nie dopuszczają wykreślenia z listy wyborczej zmarłego kandydata, a wyborcy oddali większość głosów na Carnahana. 
W styczniu 2001 Wilson przekazał obowiązki gubernatora demokracie Bobowi Holdenowi. W sierpniu 2004 został wybrany przewodniczącym stanowych struktur Partii Demokratycznej w Missouri.